# Hideo Kodžima
Hideo Kodžima (japonsky 小島 秀夫, Kodžima Hideo; * 24. srpna 1963 Tokio) je japonský videoherní designér, scenárista, režisér a producent. Je ředitelem Kojima Productions, které založil v roce 2015, a bývalým viceředitelem Konami Digital Entertainment. Podílel se na vytvoření řady ceněných videoher, včetně série Metal Gear, her Snatcher, Policenauts, Zone of the Enders, Boktai, Castlevania: Lords of Shadow a Death Stranding.

## Dětství
Své rané dětství prožil v Tokiu, ve čtvrti Setagaja. Poté se ale se svou rodinou přestěhovali do města Ósaka, kde prožil podstatnou část svého dětství. Jeho rodina byla velmi zaujatá filmy, které každý večer sledovali a následně o nich diskutovali. Hideo dokonce ani nemohl jít spát dříve, než zhlédl celý film až do konce. Tato rodinná tradice jej motivovala natolik, že se chtěl věnovat filmařství i ve svém profesním životě, chtěl se stát režisérem. V Japonsku toto ale nebylo považováno za stabilní zaměstnání, či zaměření, které by bylo těmto mladým lidem doporučováno jako jejich první profese. Kvůli tlaku ze strany rodiny byl nakonec nucen přihlásit se ke studiu na univerzitě s ekonomickým zaměřením. Velkou ranou pro něj byla smrt jeho otce v letech, když bylo Hideovi pouhých 13 let. To mělo velký dopad na celou rodinu hlavně z finančních důvodů. Mladého Hidea tato skutečnost poznamenala natolik, že velkou část dětství prožíval chvíle bezmoci a izolace. Na této myšlence postavil hlavní princip své hry Death Stranding.

## Studium na univerzitě
Během studia na univerzitě se zaměřením na ekonomiku, do které se nakonec pod tlakem rodiny a přátel přihlásil, začal psát krátké příběhy, které pak následně nabízel japonským magazínům. Tyto společnosti původně požadovaly přibližně 100stránková díla. Hideo ale tento počet významně převyšoval se svými povídkami, které často přesahovaly 400 stran. Žádné z jeho děl tedy nebylo publikováno. Hideo si se svým přítelem koupili kameru, na kterou chtěli natáčet filmy. Většina jeho přátel na škole z toho usoudila, že se Hideo bude nakonec věnovat filmařskému průmyslu. Během svých studií ale velmi často hrál videohry na své herní konzoli Famicom od japonské společnosti Nintendo. Mezi jeho oblíbené hry patřilo Super Mario Bros. a Portopia Serial Murder Case. Proto se nakonec rozhodl pro toto odvětví místo jeho dříve vysněné filmařské profese. Věnovat se videohernímu průmyslu bylo stále velmi riskantní, a proto se ho jeho přátelé snažili přemluvit, aby se místo toho věnoval spíše filmovému průmyslu. Hideo ale trval na svém rozhodnutí a nakonec se vydal touto cestou.

## Kariéra v Konami
V roce 1986 se nechal zaměstnat u divize MSX ve společnosti Konami, která se specializovala na odvětví domácí zábavy. Na svém postu designéra a plánovače nevydržel příliš dlouho. Jeho cílem bylo vyvíjet hry podle svých nápadů. Toto ale bylo velmi problematické, a to hlavně z důvodů jeho neznalosti programovacích jazyků, které byly pro tyto posty vyžadované. Jeho inovativní nápady byly často přehlíženy právě kvůli jeho nevelkým zkušenostem v herním průmyslu. Dlouhou dobu dokonce uvažoval o odchodu z Konami. První hra, na které pracoval, bylo Antarctic Adventure, pokračování hry Penguin Adventure. Hideo toto pokračování vylepšil přidáním RPG prvků, vylepšením akčních pasáží a přidáním více konců.
Nejznámější videoherní série, na které pracoval, byl beze sporu Metal Gear. První díl této série byl vydán roku 1987. Velkým problémem, se kterým se Hideo v počátcích své kariéry potýkal, byly hardwarové limity platforem, na které měly být tyto hry vyvíjeny. Proto nebylo možné přidat více akčních sekvencí. Namísto toho se Hideo nechal inspirovat filmem Velký útěk, ve kterém se vyskytuje jen velmi málo bojových scén, namísto toho se ve filmu hrdinové spíše schovávají. Tento koncept není ve filmovém průmyslu nijak nevšední. Hideo ale chtěl tento nápad plně přenést do své videohry.
V roce 1990 vydal Hideův tým pokračování série Metal Gear 2: Solid Snake, který obsahoval vylepšené stealth prvky. Kromě toho se v tomto díle také vyskytovaly kontroverzní pasáže, kritizující válečné zločiny. Tímto dílem si Kodžima zajistil pevný postoj ve videoherním průmyslu.
Sci-fi hrou Policenauts, vydanou v roce 1994, neoslovil tak velké publikum, jako hrami ze série Metal Gear. Stále se ale jednalo o dílo velmi úspěšné na japonském trhu. Větší popularitu získala verze této hry vydaná na systém PlayStation.
K sérii Metal Gear se Kodžima vrátil po několika letech dílem Metal Gear Solid v roce 1998. Dosud je brán jako nejznámější díl této série a také jako jedna z nejvíce inovativních videoher, která byla kdy vytvořena.[zdroj⁠?!] Jednalo se o první hru, ve které byly namísto dialogů ve formě psaných titulků kompletně nadabované rozhovory mezi postavami. Vizuální aspekt byl přepracován do plně 3D prostoru, což bylo na tehdejší limity hardwaru herní konzole PlayStation velmi obdivuhodné. Díky těmto hlavním novinkám bylo možné vytvářet daleko realističtější filmové pasáže, které byly klíčovým prvkem pro zvýšení umělecké hodnoty videoher.
Mezi další tituly série Metal Gear, na kterých se Kodžima podílel, patřilo Metal Gear Solid 2: Sons of Liberty z roku 2001. Tento díl byl vydán na tehdy novém systému PlayStation 2, který díky svému vyššímu výkonu umožnil vývojářům přidat do svých her daleko realističtější grafiku a různé efekty. Kodžima těchto nových technologických vylepšení plně využil. Tento díl významně posunul pomyslné limity toho, jak mohou videohry vypadat a jak mohou svou atmosférou na hráče působit.
Mezi méně známě tituly a série, na kterých se podílel, patří: Zone of the Enders, Boktai: The Sun Is in Your Hand nebo Metal Gear Solid: The Twin Snakes.
Další velkou hrou byl Metal Gear Solid 3: Snake Eater pro konzoli PlayStation 2 z roku 2004. Na rozdíl od předchozích dílů, které se odehrávaly převážně v uzavřených oblastech a malých prostorách, byl tento díl umístěn do otevřenější lokace, která se skládala hlavně z ruských lesů. Tento díl se tedy více soustředil na přežívání v těchto oblastech a na možnosti kamufláže, které nové oblasti umožňovaly. Po vydání tohoto dílu se Kodžima a jeho tým již nechtěli podílet na vývoji dalšího dílu této oblíbené série. Místo toho několik let pracovali na vedlejších projektech jako: Boktai 2: Solar Boy Django, spin-off Metal Gear Acid a pokračování Metal Gear Acid 2. Dalším nepřímým pokračováním série Metal Gear Solid byl díl Metal Gear Solid: Portable Ops z roku 2006.
Pravým pokračováním této slavné série byl díl Metal Gear Solid 4: Guns of the Patriots, vydaný v roce 2008. Kodžimův tým nebyl myšlenkou pokračování této dlouholeté série příliš nadšen. Sám Kodžima se nechtěl ve vývoji tohoto dílu příliš angažovat a proto spíše jen dohlížel na činnosti svého vývojářského týmu. Tímto dílem chtěl Kodžima kompletně uzavřít celou sérii Metal Gear Solid, je v něm tedy ukončena dějová linie hlavních postav Big Bosse a Solid Snakea. Ve výsledku se jednalo o velmi dobře přijatý díl, jak z pohledu kritiků, tak samotných hráčů. Vyvíjen byl pro nový herní systém PlayStation 3. Grafické zpracování bylo tedy posunuto na daleko vyšší úroveň. Velký důraz byl také kladen na filmové pasáže, které byly velmi detailně propracované a časově zabíraly podstatnou část herní doby. Kodžima považoval tento díl za poslední díl série Metal Gear Solid, přesto byly na videoherní akci E3 v roce 2009 představeny 3 nové hry z této série, které byly orientovány spíše jako vedlejší vstupy. První hrou byl Metal Gear Rising: Revengeance, který ale nevyvíjel Kodžimův tým; vývoje ujala společnost Platinum Games. Tento díl měl pouze doplnit určité nejasnosti v příběhové linii. Děj se odehrává 4 roky po příběhu hry Metal Gear Solid 4: Guns of the Patriots. Další představenou hrou byl Metal Gear Solid: Peace Walker. Tento vedlejší díl měl ujasnit okolnosti ohledně postavy Big Bosse. Časově je díl orientován přibližně 10 let po událostech hry Metal Gear Solid 3: Snake Eater. Poslední představenou hrou byl Metal Gear Arcade, který měl být iterací na Metal Gear Online.
V letech 2009 až 2012 se Kodžima a jeho tým věnovali vývoji nového herního enginu Fox Engine. Tento engine měl být původně použit pro hru Silent Hills ze série Silent Hill, která by se stala první velkou hrou bez vazeb na sérii Metal Gear.  V roce 2012 ale Kodžima oficiálně oznámil vývoj nového vstupu série Metal Gear Solid ve formě plného pokračování dějové linie. Tento nový díl měl být postaven na technologii Fox Engine. Mezitím se ale v roce 2014 objevilo v obchodě PlayStation Store mysteriózní demo, nazvané P.T. Tato zkratka znamenala "playable teaser", tedy hratelná ukázka. Jednalo se o hororovou hru, ve které hráč chodil stále dokola v temné chodbě domu, která se postupně měnila. Pokud byla hra úspěšně dohrána až do konce, tak se spustila krátká filmová sekvence s hercem Normanem Reedusem a zobrazil se nápis Silent Hills. O vývoji hry, či jen tohoto dema, nebyli pracovníci, ani vedoucí ve společnosti Konami informování a hra byla vyvíjena v tajnosti pod jménem fiktivní společnosti 7780s Studio. Na hře měl s Kodžimou spolupracovat i Guillermo del Toro, režisér, známý pro své hororové filmy.
V roce 2015 byla vydána hra Metal Gear Solid V: The Phantom Pain. Již před vydání ale rostly problémy mezi Kodžimou a firmou Konami, ve které byl dlouhá léta zaměstnán. Jedním z hlavních problémů, které Hideo s Konami řešil, byly rostoucí výdaje, spojené s vývojem tohoto dílu. Vedení společnosti Konami jednoduše nechtělo investovat takto vysokou částku do vývoje hry a technologií, na kterých by běžela, pokud by se opravdu jednalo o poslední díl této série. Kodžima oficiálně oznámil svůj odchod z Konami v říjnu roku 2015, tedy celý měsíc po vydání hry Metal Gear Solid V: The Phantom Pain. Podle spekulací a informací uvnitř společnosti se ale Hideo nepodílel na velké části vývoje tohoto dílu, přestože byl v tu dobu stále veden jako zaměstnanec ve společnosti Konami. Kodžimovo jméno bylo odstraněno ze všech propagačních materiálů hry a dokonce i ze samotné krabice s hrou. Při udělování cen The Game Awards nebylo Kodžimovi umožněno převzetí ceny za hru z důvodů sporu s Konami.

## Samostatné studio
Po odchodu z Konami v roce 2015 si Kodžima za pomoci společnosti Sony založil své vlastní videoherní studio a začal vývoj své nové videohry. K odhalení došlo již v roce 2016 pod názvem Death Stranding. Hra běžela na technologii zapůjčené od společnosti Guerrilla Games. Veškeré ukázky ze hry a upoutávky byly velmi kryptické a tajemné. Většina informací nebyla o této hře před vydáním v roce 2019 zveřejněna. Kriticky se jednalo velmi rozporuplnou záležitost. Zatímco jedna polovina recenzentů hru chválila za praktické vynalezení nového žánru, tak na druhé straně ji menší skupina kritiků shazovala za nedostatek obsahu a nezajímavou herní náplň („simulátor pošťáka“). Stejně jako u série Metal Gear, tak i u Death Stranding byl kladen velký důraz na vizuální působení hry. Grafika byla opět pojata velmi realisticky a pokrokově.